# Booleano di Church
In informatica, un booleano di Church è una funzione concettuale che prende in considerazione due parametri di valutazione lazy (come i blocchi o i lambda) e valuta o l'uno o l'altro. Il concetto prende il nome da Alonzo Church, inventore del lambda calcolo. Ci sono solo due booleani di Church: vero e falso. 
Alcuni linguaggi di programmazione li usano come modello di implementazione per l'aritmetica booleana: esempi ne sono Smalltalk e Pico.
Definizione formale nel lambda calcolo:
- vero=λab.a
- falso=λab.b